# Stiffelio
Stiffelio è un'opera lirica in tre atti composta da Giuseppe Verdi su libretto di Francesco Maria Piave, rappresentata in prima assoluta il 16 novembre 1850 al Teatro Grande di Trieste. Il libretto è basato sulla commedia francese di Émile Souvestre ed Eugène Bourgeois, Le Pasteur, ou L'Évangile et le Foyer (1848).

## Storia
L'opera affronta il tema, per l'epoca assai spinoso, dell'adulterio, per di più ai danni di un pastore protestante, e termina con un insolito lieto fine. Lo scarso successo e le modifiche a cui le censure locali sottoponevano l'opera (nel 1851 l'opera fu rappresentata a Firenze con il titolo Guglielmo Wellingrode e il protagonista trasformato in un primo ministro tedesco) spinsero Verdi a modificare radicalmente l'opera, aggiungendo il quarto atto e retrodatando l'azione al medioevo.
Il 16 novembre 1850 andò in scena la prima rappresentazione di Stiffelio al Teatro Grande di Trieste. La nuova versione, messa in scena con il titolo di Aroldo il 16 agosto 1857 al Teatro Nuovo di Rimini, ottenne un successo appena maggiore ed è oggi generalmente giudicata inferiore dalla critica. Solo verso la fine degli anni Sessanta la sua esecuzione integrale è divenuta possibile, grazie al ritrovamento di due apografi in partitura completa (uno Stiffelio e un Guglielmo Wellingrode) presso la biblioteca del Conservatorio di Napoli. La prima moderna di Stiffelio ebbe luogo al Teatro Regio di Parma il 26 dicembre 1968, nella revisione di Rubin Profeta e sotto direzione di Peter Maag. Il 20 dicembre 1985, al Gran Teatro La Fenice di Venezia, ebbe luogo una storica ripresa di entrambe le opere. Da allora Stiffelio è al centro di una riabilitazione critica e riappare con regolarità, se non frequentemente, nelle stagioni dei teatri d'opera.
Nella parabola artistica di Verdi, Stiffelio è oggi considerato il punto di svolta dalla concezione epica e tragica del periodo giovanile ai melodramma borghesi della piena maturità. Tanto l'ambientazione quasi contemporanea quanto il rapporto complesso e doloroso tra la protagonista femminile e l'autorità paterna preannunciano La traviata. Per contro, la lucida e asciutta essenzialità del disegno drammaturgico e della sua delineazione musicale, intensa ma povera di sottolineature patetiche, rimanda altrettanto chiaramente a Rigoletto, l'opera immediatamente successiva. Una delle ragioni dell'insuccesso ottocentesco di Stiffelio va probabilmente ricercata proprio nella sua scarsa "melodrammaticità".

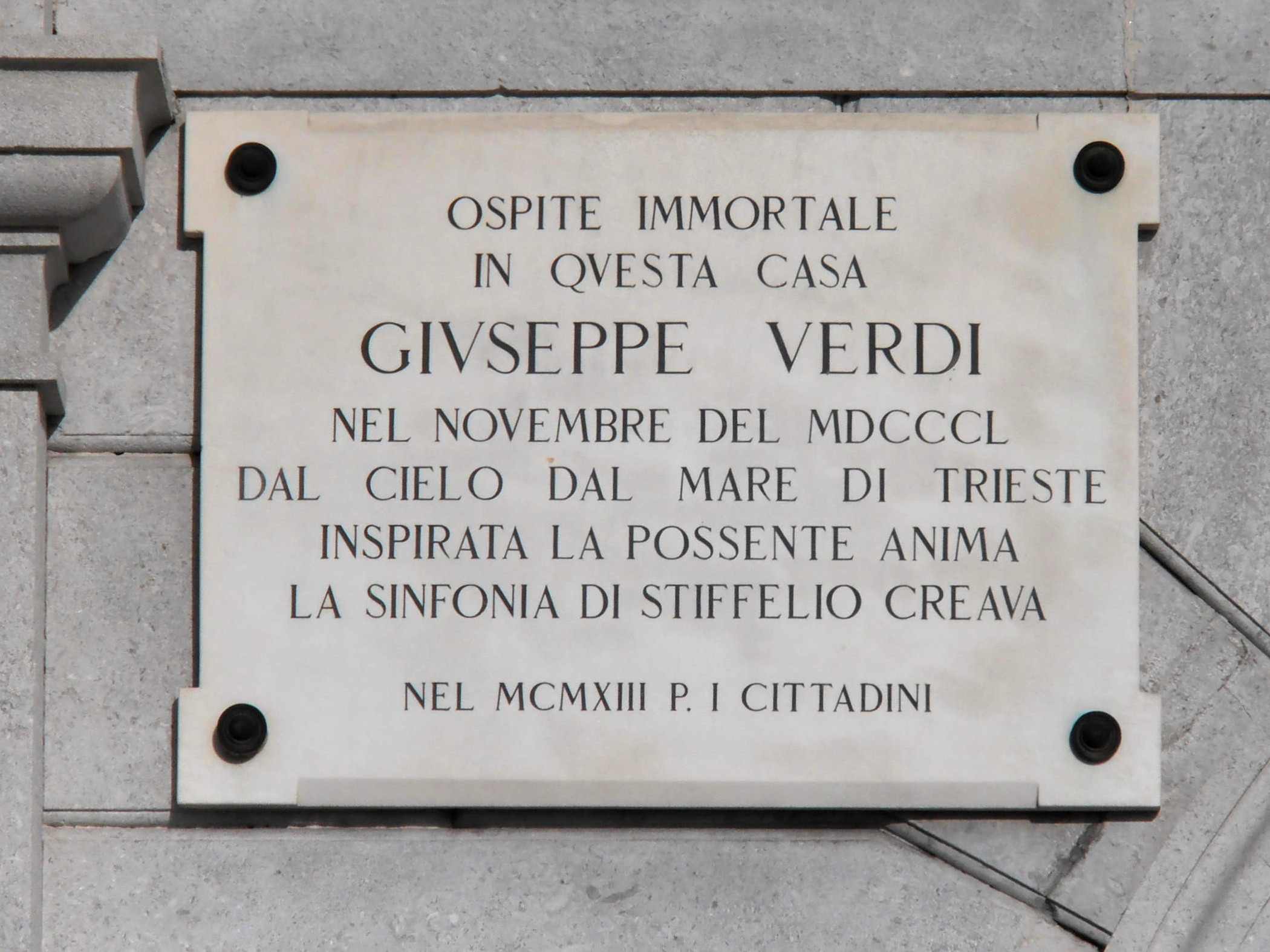
Targa a Trieste

## Trama
L'azione si svolge in Germania nel castello del Conte di Stankar, sulle rive del Salzbach, all'inizio del XIX secolo.

### Atto I
Stiffelio, pastore protestante, torna al castello del suocero Stankar dopo essersi dedicato alla predicazione. È accolto con calore dalla sua famiglia e dai suoi amici. Solo la moglie Lina mostra una repressa agitazione. Il pastore è subito chiamato a offrire il suo illuminante parere sopra una delicata questione: un uomo è stato visto fuggire di notte da un balcone del castello, ma nella fuga ha perso alcuni fogli. Stiffelio capisce di trovarsi di fronte a un adulterio - senza minimamente sospettare chi sia la donna - e sceglie magnanimamente di dare alle fiamme quei fogli. Lina tira un sospiro di sollievo, ma poi, sola nelle sue stanze, decide di scrivere al marito per rivelargli ogni cosa. Sopraggiunge il padre di lei, Stankar, che le impone il segreto, vietandole di rivelare al marito una verità così spaventosa.
Nel frattempo Raffaele, il seduttore, tenta di comunicare con Lina infilando un biglietto in un volume (la Messiade di Klopstock) che il cugino Federico deve consegnare alla donna. L'anziano Jorg, ministro protestante e amico di Stiffelio, assiste non visto alla scena e, equivocando, conclude che il seduttore è Federico e denuncia il fatto a Stiffelio.
Durante un ricevimento in suo onore questi si rivolge con severità a Federico, facendosi consegnare la Messiade. Allorché il foglio di Raffaele cade, Stankar si precipita a raccoglierlo, affinché il genero non ne legga il contenuto. Quindi, appreso il nome del seduttore, lo sfida a duello.

### Atto II
È notte. Lina prega la madre nell'antico cimitero del castello, dove è sorpresa da Raffaele che invano le proclama il suo amore. Giunge Stankar e impone al seduttore di battersi in duello. Ma il rumore delle spade richiama Stiffelio, che ordina ai contendenti di riconciliarsi nel nome di Dio. Stankar, furibondo, non può più trattenersi e rivela al genero la verità. Stiffelio è sconvolto e vorrebbe uccidere Raffaele di sua mano, quando ode un lontano coro di penitenti che intonano un salmo. Jorg lo invita a recarsi in chiesa per celebrare la funzione. Stordito da quanto sta accadendo e dal violento contrasto tra il suo istinto e la sua fede, Stiffelio sviene ai piedi della Croce.

### Atto III
In una sala del castello, Stankar riflette sul disonore che ha coperto la sua famiglia, meditando il suicidio; ma quando Jorg gli comunica che Raffaele sta tornando al castello per un colloquio con Stiffelio, egli decide di approfittare della situazione per uccidere il seduttore. Stiffelio sottopone alla moglie un foglio da firmare che autorizzi il loro divorzio. Lina lo prega in lacrime di recedere dall'idea, ma alla fine cede e appone la sua firma. Rivolgendosi non al marito ma al pastore, ella chiede però di confessarsi. La donna ammette l'adulterio ma afferma di essere sempre rimasta fedele al marito nel profondo del suo cuore. Rimasto solo, Stiffelio, si domanda come comportarsi col rivale, quando vede sopraggiungere Stankar con la spada insanguinata per aver ucciso Raffaele.
Stiffelio, assorto nei suoi pensieri, si appresta a celebrare il culto, mentre il saggio Jorg gli raccomanda di lasciarsi ispirare dalla Bibbia. Dall'alto del pulpito, Stiffelio legge pubblicamente la pericope dell'adultera che, rivolta a Lina, equivale al perdono.

## Numeri musicali
- Sinfonia

### Atto I
- 1 Introduzione
  - Introduzione Oh santo libro (Jorg, Stiffelio, Stankar) Scena I-II
  - Racconto Di qua varcando sul primo albore (Stiffelio, Stankar, Raffaele, Lina) Scena II
  - Scena Son molti giorni? (Stankar, Stiffelio, Lina, Raffaele, Jorg) Scena II
  - Settimino Colla cenere disperso (Stiffelio, Stankar, Raffaele, Lina, Jorg, Dorotea, Federico) Scena II
  - Seguito e Stretta dell'Introduzione Viva Stiffelio! viva! (Stiffelio, Stankar, Raffaele, Lina, Jorg, Dorotea, Federico, Coro) Scena III
- 2 Scena e Aria di Stiffelio
  - Scena Non ha per me un accento!... (Stiffelio, Lina) Scena IV
  - Aria Vidi dovunque gemere (Stiffelio) Scena IV
  - Tempo di mezzo Cielo, che orror! (Lina, Stiffelio) Scena IV
  - Cabaletta Ah, v'appare in fronte scritto (Stiffelio, Lina, Stankar) Scena IV-V
- 3 Scena e Preghiera di Lina
  - Scena Tosto ei disse!... (Lina) Scena VI
  - Preghiera A te ascenda, o Dio clemente (Lina) Scena VI
- 4 Scena e Duetto di Lina e Stankar
  - Scena Verrà... dovrò risponder! (Lina, Stankar) Scena VI-VII
  - Duetto Dite che il fallo a tergere (Stankar, Lina) Scena VII
  - Tempo di mezzo Basti adesso, quel pianto tergete (Stankar, Lina) Scena VII
  - Cabaletta Or meco venite, il pianto non vale (Stankar, Lina) Scena VII
- 5 Scena, Coro, Finale I
  - Scena M'evitan!... ma il colloquio (Raffaele, Jorg, Federico) Scena VII-IX
  - Coro Plaudiam! Di Stiffelio - s'allegri il soggiorno (Coro, Stiffelio, Jorg) Scena X-XI
  - Finale I Cugino, pensate al sermone? (Dorotea, Federico, Lina, Raffaele, Stiffelio, Coro) Scena XI
  - Settimino Oh, qual m'invade ed agita (Stiffelio, Stankar, Raffaele, Lina, Jorg, Dorotea, Federico) Scena XI
  - Stretta del Finale I Chi ti salva, o sciagurato (Stiffelio, Stankar, Raffaele, Lina, Jorg, Dorotea, Federico, Coro) Scena XI

### Atto II
- 6 Scena e Aria di Lina
  - Scena Oh cielo!... ove son io!... (Lina) Scena I
  - Aria Ah, dagli scanni eterei (Lina) Scena I
  - Tempo di mezzo Lina... Lina? (Raffaele, Lina) Scena II
  - Cabaletta Perder dunque voi volete (Lina) Scena II
- 7 Duetto di Raffaele e Stankar, Quartetto e Finale II
  - Scena Io resto. - Allor Rodolfo saprà tutto. (Raffaele, Lina, Stankar) Scena III
  - Duetto Scegli... - Un duello? (Stankar, Raffaele) Scena IV
  - Scena Qual rumore!... Un duello!... (Stiffelio, Raffaele, Stankar, Lina) Scena V-VI
  - Quartetto Ah!... Era vero?... (Stiffelio, Raffaele, Stankar, Lina) Scena VI
  - Finale II Dessa non è, comprendilo (Stankar, Stiffelio, Raffaele) Scena VI
  - Preghiera nel Finale II Non punirmi, Signor, nel tuo furore (Coro, Jorg, Stiffelio) Scena VI-VII

### Atto III
- 8 Scena e Aria di Stankar
  - Scena Ei fugge!... e con tal foglio (Stankar) Scena I
  - Aria Lina, pensai che un angelo (Stankar) Scena I
  - Tempo di mezzo Ah, si finisca... (Stankar, Jorg) Scena II-III
  - Cabaletta Oh gioia inesprimibile (Stankar) Scena III
- 9 Scena e Duetto di Lina e Stiffelio
  - Scena Dite ai fratei che al tempio (Stankar, Jorg, Stiffelio, Raffaele, Lina) Scena IV-V-VI
  - Duetto Opposto è il calle che in avvenire (Stiffelio, Lina) Scena VI
  - Tempo di mezzo Ma colui!... - Fu tradimento... (Stiffelio, Lina, Stankar) Scena VI-VII
  - Cabaletta Ah sì, voliamo al tempio (Stiffelio, Lina) Scena VIII
- 10 Preghiera e Finale ultimo
  - Preghiera Non punirmi, Signor, nel tuo furore (Coro, Dorotea, Federico, Stankar, Lina) Scena IX
  - Scena finale Stiffelio? - Eccomi... (Jorg, Stiffelio, Lina, Coro) Scena X

## Compagnia della prima
Gli interpreti e gli artisti coinvolti nella prima furono i seguenti:

| Personaggio                           | Interprete                      |
| ------------------------------------- | ------------------------------- |
| Stiffelio                             | Gaetano Fraschini               |
| Lina                                  | Marietta Gazzaniga              |
| Stankar                               | Filippo Colini                  |
| Raffaele                              | Raineri Dei                     |
| Jorg                                  | Francesco Reduzzi               |
| Dorotea                               | Amalia Viezzoli De Silvestrini  |
| Federico                              | Giovanni Petrovich              |
| Scene                                 | Pietro Pupilli Giuseppe Bertoja |
| Direttore di scena                    | Francesco Maria Piave           |
| Maestro del coro                      | Giuseppe Verdi                  |
| Maestro al cembalo                    | Giuseppe Verdi (per tre recite) |
| Primo violino e direttore d'orchestra | Alessandro Scaramelli           |

## Edizione critica
L'edizione critica di Stiffelio, a cura di Kathleen Kuzmick Hansell, è stata pubblicata dalla University of Chicago Press e dalla Ricordi.

## Incisioni discografiche
| Anno | Cast (Stiffelio, Lina, Stankar)               | Direttore         | Etichetta |
| ---- | --------------------------------------------- | ----------------- | --------- |
| 1979 | José Carreras, Sylvia Sass, Matteo Manuguerra | Lamberto Gardelli | Philips   |

## Registrazioni video
| Anno | Cast (Stiffelio, Lina, Stankar)                      | Direttore              | Etichetta           |
| ---- | ---------------------------------------------------- | ---------------------- | ------------------- |
| 1993 | Plácido Domingo, Sharon Sweet, Vladimir Černov       | James Levine           | Deutsche Grammophon |
|      | José Carreras, Catherine Malfitano, Gregory Yurisich | Edward Downes          | Pioneer             |
| 2012 | Roberto Aronica, Yu Guanqun, Roberto Frontali        | Andrea Battistoni      | Unitel Classica     |
| 2017 | Luciano Ganci, Maria Katzarava, Francesco Landolfi   | Guillermo Garcia Calvo | Naxos               |